# 平顶山 (本溪)
平顶山是位于辽宁省本溪市平山区与明山区交界的一座山，海拔高度657米，为本溪市区最高点。占地面积17平方公里，设有广场、电视调频发射台、平顶山庄、平顶隧道等。1991年建有平顶山森林公园，为本溪环城国家森林公园的一部分。

## 特色产品
- 山野菜
- 山核桃